# Caunette-sur-Lauquet
Caunette-sur-Lauquet es una comuna francesa situada en el departamento de Aude, en la región de Occitania. 

## Geografía
La comuna forma parte de la región natural de Corbières, siguiendo el curso del río Lauquet.

## Demografía
| 11 | 12 | 12 | 7 | 0 | 4 | 8 |
| Para los censos de 1962 a 1999 la población legal corresponde a la población sin duplicidades (Fuente: INSEE [Consultar]) |    |    |   |   |   |   |

(Población sans doubles comptes según la metodología del INSEE).